# Mummuciona simoni
Mummuciona simoni är en spindeldjursart som beskrevs av Roewer 1934. Mummuciona simoni ingår i släktet Mummuciona och familjen Mummuciidae. Inga underarter finns listade i Catalogue of Life.